# Raymond Rhule
Pas d'image ? Cliquez ici

a Compétitions nationales et continentales officielles uniquement.

b Matchs officiels uniquement.
Dernière mise à jour le 18 février 2025.
Raymond Rhule, né le 6 novembre 1992 à Accra (Ghana), est un joueur de rugby à XV international sud-africain d'origine ghanéenne, évoluant au poste d'ailier.
Il remporte la Coupe d'Europe avec le Stade rochelais en 2022. Il récidive en 2023, année à partir de laquelle la compétition prend le nom de Champions Cup.

## Biographie
Raymond Rhule a émigré en Afrique du Sud avec ses parents en 1999.

## Carrière

### En club
Après avoir été formé à l'académie des Free State Cheetahs, Raymond Rhule commence sa carrière professionnelle avec cette même équipe en 2012 en Vodacom Cup, puis en Currie Cup. Dès sa première saison, il montre de très grosses qualités individuelles et marque huit essais en dix matchs. Parallèlement, il dispute aussi l'édition 2012 de la Varsity Cup (en) (championnat universitaire sud-africain) avec l'équipe des UFS Shimlas.
L'année suivante, il fait également ses débuts en Super Rugby avec la franchise des Cheetahs, et joue son premier match le 23 février 2013 contre les Sharks. Il s'impose directement comme le titulaire à l'aile gauche de sa franchise grâce à ses qualités de vitesse et de finisseur (19 essais marqués en 78 matchs). Après l'éviction des Cheetahs du Super Rugby en 2017, il joue deux rencontres dans le nouveau championnat de son équipe le Pro14.
Il rejoint, à partir de la saison 2018, la province Western Province et la franchise Stormers. Il ne dispute cependant qu'une saison avec la franchise du Cap, avant de demander d'être libéré de son contrat.
En juin 2018, il s'engage avec le club français du FC Grenoble en Top 14, pour une durée de deux saisons.
Il marque son premier essai en Top 14 en septembre 2018  à l'occasion de la réception de l'USA Perpignan où le FCG s'impose 31-22. Malgré la relégation du club isérois en Pro D2, il honore tout de même la seconde année de son contrat avec le FCG.
Au terme de son contrat, il fait son retour en Top 14 avec le Stade rochelais, dont il devient rapidement un joueur cadre,. Dès sa première saison avec le club maritime, il est titulaire lors des finales de Top 14 et de Coupe d'Europe, que son équipe perd à chaque fois face au Stade toulousain. En juin 2021, il prolonge son contrat jusqu'en 2023.
En 2022, il participe au sacre européen de son équipe, après une finale remportée face au Leinster à Marseille. Titulaire à l'aile, il est l'auteur d'une bonne performance, avec notamment un essai marqué,. 
En janvier 2023, il voit son contrat prolongé jusqu'en 2025. Il remporte à nouveau la Coupe d'Europe, désormais appelée Champions Cup, lors de la saison 2022-2023 après une finale identique à la précédente. Plus tard la même saison, son équipe échoue en finale du Top 14 face au Stade toulousain.
Avant la début de la saison 2024-2025, il se blesse à un tendon d'Achille lors d'un entrainement effectué durant un stage. Il est donc indisponible durant cinq mois et manque ainsi la première partie de saison. Finalement, en février 2025, il annonce prendre sa retraite sportive à cause d'un problème au genou.

### En équipe nationale
Raymond Rhule a joué avec l'équipe d'Afrique du Sud des moins de 20 ans dans le cadre du championnat du monde junior 2012. Il est alors sacré champion du monde après la victoire de son équipe en finale contre la Nouvelle-Zélande.
Considéré comme un grand espoir à son poste, il est sélectionné pour la première fois avec les Springboks par Heyneke Meyer pour participer à la tournée de novembre 2012 en Europe, alors qu'il n'a encore jamais joué en Super Rugby. Il ne sera cependant pas utilisé et devra encore patienter pour faire ses débuts internationaux.
En mai 2017, soit presque cinq ans plus tard, il est rappelé en sélection par le nouveau sélectionneur Allister Coetzee. Il obtient sa première cape internationale avec l'équipe d'Afrique du Sud le 10 juin 2017 à l’occasion d’un test-match contre l'équipe de France à Pretoria.
En septembre 2017, au cours du Rugby Championship, il sort du groupe sud-africain après une très mauvaise performance défensive lors de la défaite record contre la Nouvelle-Zélande (57-0). C'est cette mise à l'écart, le faisant sortir des plans du sélectionneur, qui le pousse à quitter son pays pour rejoindre l'Europe.

## Palmarès

### En club
- Vainqueur de la Currie Cup 2016 avec les Free State Cheetahs.
- Vainqueur de Coupe d'Europe/Champions Cup en 2022 et 2023 avec le Stade rochelais.
- Finaliste de la Coupe d'Europe en 2021 avec le Stade rochelais.
- Finaliste du Championnat de France de première division en 2021 et 2023 avec le Stade rochelais.

### En équipe nationale
- Vainqueur du Championnat du monde junior en 2012.

## Statistiques
Au 10 juillet 2024, Raymond Rhule compte 7 capes en équipe d'Afrique du Sud, dont sept en tant que titulaire, depuis le 10 juin 2017 contre l'équipe de France à Pretoria. Il a inscrit 5 points (1 essai).
Il participe à une édition du Rugby Championship, en 2017. Il dispute quatre rencontres dans cette compétition.